# Adolf Schmidt
Adolf Schmidt (n. 7 martie 1865, Bremen - d. 11 noiembrie 1918, Bonn) a fost un medic internist german cunoscut pentru descrierea asocierii de semne și simptome neurologice cunoscute sub eponimul de sindromul Schmidt.